# Битва при Каср Абу-Хади
Битва при Каср Абу-Хади или битва при Аль-Гардабии — сражение между итальянскими войсками и сануситами во время Сенусийской кампании Первой мировой войны, в котором итальянцы потерпели самое громкое поражение со времён битвы при Адуа.

## Ход битвы
Во второй половине дня 28 апреля 1915 года в городе Сирт, итальянская колонна полковника Миани, состоявшая из 84 офицеров, 900 солдат и 2175 аскари покинула свой лагерь и двинулась на юг, к городу Каср Абу-Хади, чтобы атаковать тамошний лагерь сануситов, насчитывающий около 3000 нерегулярных сил под командованием Рамадана Ассвехли и других вождей племён. Рамадан Асвехли после борьбы с итальянцами во время итало-турецкой войны (1911—1912) некоторое время сотрудничал с ними, но позже был заключён в тюрьму за пристрастие к сануситам.
В 07:00 следующего дня итальянская колонна переночевав у колодца Бу-Скенаф, продолжила путь. Однако в 09:30 их заметила группа сануситов в Мисрате и Тархуне, и спустя час начался бой. В начале боя, нерегулярные отряды Мухаммеда Фейзи-бея, за исключением отряда Злитена, отказались подчиняться приказам и сражаться с итальянцами. Но когда итальянцы были практически разгромлены, они атаковали их почти незащищённую колонну снабжения и захватили 5000 резервных винтовок, миллионы патронов, несколько пулемётов, шесть артиллерийских отделений с большим количеством боеприпасов и все припасы, включая фонд колонны.

## Последствия
Сануситы смогли одержать победу над итальянцами и потом продвинулись к Мисрате. 500 выживших итальянцев вернулись в Сирт в сопровождении раненого командира Миани (в основном эритрейцы из 15-го батальона). Отступление итальянцев обернулся разгромом, их гарнизоны покинули свои посты, не обороняясь в направлении побережья. Вскоре сануситы прибили в Бенгашир, в 24 км от Триполи. 5 июля итальянцам было приказано отойти к побережью. Гарнизон Тархуны был уничтожен при прорыве к морю. Тысяча человек в Бени-Улиде сдались сануситам. Гарнизон Гариана отступил в Азицию, а затем был вынужден поспешно отступить в сторону Триполи. 4500 итальянцев покинули Мисрату и перебрались в Мисрата-Марину. К 1 августа единственными триполитанскими городами, которые все ещё удерживались итальянцами, были Хомс, Мисрата-Марина, Тагиура и сам Триполи, где находилось 40 000 солдат для укомплектования пулемётных гнезд и новой стены, окружающей внешние пригороды. Италия потерпела самое громкое поражение со времён битвы при Адуа, и триполитанская кампания почти вернулась к исходной точке. С августа прошлого года итальянцы потеряли около 3000 человек убитыми, 2400 пленными, тридцать артиллерийских орудий, 15 000 винтовок, огромное количество боеприпасов и снаряжения.